# Seznam ciprskih pevcev
Seznam ciperskih pevcev.

## A
- Ivi Adamou
- Acar Akalin
- Alexia ?
- Peter Andre

## D
- Hovig Demirjian

## E
- Evridiki Theokleous

## H
- Mihalis Hadjiyiannis

## G
- Stella Georgiadou

## I
- Alkinoos Ioannidis

## K
- Giannis Karagiannis
- Stavros Konstantinou

## M
- George Michael

## O
- Despina Olympiou

## S
- Sarbel
- Cat Stevens

## V
- Anna Vissi